# Louis Poinsot
Louis Poinsot (Clermont, 3 gennaio 1777 – Parigi, 5 dicembre 1859) è stato un matematico e fisico francese, conosciuto per i suoi contributi alla dinamica dei solidi.

## Biografia
Figlio di un droghiere di Beauvais, frequentò i corsi di retorica al liceo Louis-le-Grand di Parigi dal 1789 al 1793. Allievo brillante in letteratura classica, nel 1794 si presentò all'esame di ammissione all'École polytechnique; nonostante l'insuccesso nella parte dell'esame relativa all'algebra, da lui sostanzialmente ignorata, fu ammesso all'École. Nel 1797 passò all'Ecole des Ponts et Chaussée per diventare ingegnere civile; qui ottenne un premio di meccanica per un suo progetto per il taglio dei pali sott'acqua, ispirato ad una invenzione simile di Louis-Alexandre de Cessart.
Dal 1800 al 1803 Poinsot fu assegnato ad uno studio di ingegneria civile di Parigi, senza però avere un preciso progetto da seguire a causa della scarsezza dei fondi. In questo lasso di tempo effettuò delle ricerche relative alla risoluzione delle equazioni algebriche e sistemò i suoi appunti relativi ad un corso di statica. Quest'ultimo lavoro condusse alla pubblicazione del testo Éléments de statique. Questo testo si basava su definizioni precise, presentava chiarezza delle argomentazioni e riduceva sistematicamente i problemi a metodi geometrici e fu giudicato possedere qualità didattiche eccezionali, tanto da sostituire nell'insegnamento tecnico il testo Statique di Charles Bossut e da essere ristampato 11 volte dal 1811 al 1877, cioè fino a quando la statica venne considerata una semplice parte della dinamica e non fu più insegnata come materia a sé stante.
In seguito a questo successo editoriale Poinsot rinunciò alla carriera di ingegnere civile per diventare un insegnante di matematica al Liceo Bonaparte di Parigi. 
Riconosciuto dall'Institut de France, depositò una memoria, in seguito stampata con il titolo Théorie générale de l'équilibre et du mouvement des systèmes. In essa si criticava il principio dei lavori virtuali, principio scelto da Joseph-Louis Lagrange per assiomatizzare la statica nel suo testo Mécanique analytique del 1788. Lagrange, che era a quel tempo il preside e l'autorità suprema dell'Institut, fu colpito dalla temerarietà del giovane autore ed ebbe con lui due colloqui animati, che non riuscirono a convincerlo della teoria di Poinsot, ma lo indussero a riconoscere il rigore ed il coraggio dimostrato nella stesura; in effetti Lagrange ottenne per lui nel 1808 la carica di ispettore generale dell'Università riformata da Napoleone (1808); qui Poinsot ebbe come collega un altro famoso matematico, Jean-Baptiste Delambre.
Con tale carica Poinsot si dedicò alla promozione dell'insegnamento delle scienze, a quei tempi pressoché inesistente, nelle università e soprattutto nei licei. In letteratura raccomandava di limitarsi a presentare un piccolo numero di opere scelte ed a sottolineare il valore esemplare della disciplina; egli incoraggiava particolarmente la memorizzazione dei testi classici.
Nel 1809 Poinsot divenne professore assistente di analisi e meccanica nella scuola della quale era stato allievo, l'École polytechnique. La pubblicazione di vari lavori di geometria, meccanica e statica, avvenuta in questo periodo di transizione tra scuola e lavoro, gli procurò un'eccellente reputazione in ambito accademico.
Dal 1812 Poinsot non insegnò più direttamente all'École polytechnique avvalendosi di sostituti quali Reynaud e Cauchy. Alla morte di Joseph-Louis Lagrange nel 1813, Poinsot fu eletto al suo posto all'Accademia francese delle scienze. Nel 1816, in conseguenza della Restaurazione, come altri dignitari del potere napoleonico, perse il suo posto e fu relegato in incarichi di minore importanza. I suoi rapporti con Siméon Denis Poisson si deteriorarono e con la salita al trono di Carlo X nel 1824 la carica di ispettore generale gli fu revocata; rimase comunque come selezionatore per le nuove ammissioni per altri 10 anni. Sospettato di liberalismo politico e per la sua adesione entusiasta alle idee di Auguste Comte lo allontanarono ancora di più dalle posizioni di potere.
Dopo la Rivoluzione di luglio del 1830 venne dato più spazio ai sostenitori delle posizioni liberali e del positivismo e Poinsot venne eletto al Conseil de Perfectionnement of the École Polytechnique. Nel 1839 diventò astronomo del Bureau des Longitudes, organismo nel quale lavorerà per tutto il resto della sua vita.
Nel 1840, in seguito alla morte di Poisson, divenne membro del Consiglio reale della Pubblica Istruzione. Successivamente fu criticato dallo stesso padre del positivismo Auguste Comte per il suo tiepido sostegno a Charles Sturm per l'École polytechnique e dovette assumere posizioni assai prudenti quando Comte, il padre del positivismo, fu allontanato da questo organismo. Egli si sforzò di promuovere l'insegnamento della matematica in Francia e nel 1846 fece istituire una cattedra di geometria superiore alla Sorbona di Parigi, affidandola a Michel Chasles. 
Nel 1846 ottenne il titolo di Ufficiale della Legion d'onore e con la ricostituzione dell'Impero da parte di Napoleone III, alla formazione del Senato nel 1852, fu scelto come membro rappresentante. Nel 1858 Poinsot fu eletto membro della Royal Society di Londra.

## Studi e Ricerche

### Meccanica Razionale
Nello sforzo di dare basi geometriche alla meccanica, Poinsot mise in evidenza l'importanza del concetto di momento, mostrando come ridurre a un momento meccanico un sistema di forze agenti su un solido. Nel suo libro Théorie nouvelle de la rotation des corps (1834), dimostrò come il movimento istantaneo di un solido può decomporsi in una rotazione istantanea attorno ad un asse e in una traslazione istantanea parallela a tale asse; il movimento di un solido attorno ad un punto fisso (ora chiamato moto alla Poinsot), può essere illustrato come il rotolamento di un cono legato al solido, su un cono fisso. Il suo studio del movimento del cono generalizza gli studi di Eulero sulla trottola (cono in rotazione attorno ad un asse fisso).
In conseguenza della sua tendenza alla geometrizzazione della meccanica, Poinsot rifiutò la teoria matematica dell'elasticità, allora in piena fioritura, che egli accusava di introdurre senza necessità ipotesi supplementari a quelle della meccanica dei corpi puntiformi e dei corpi rigidi. 
Poinsot pensava che si potesse matematizzare la teoria dei corpi deformabili attraverso considerazioni sopra risultanti e coppie tra punti materiali. Queste sue idee influenzarono Eugène e François Cosserat.

### Geometria solida
Riprendendo le osservazioni sui poliedri di Adrien-Marie Legendre, nel 1809 Poinsot scoprì quattro nuovi poliedri regolari, i poliedri stellati ora chiamati Poliedri di Keplero-Poinsot. Due di essi, ad insaputa di Poinsot, apparivano anche in un libro di Giovanni Keplero del 1609; gli altri due, il grande icosaedro ed il grande dodecaedro, sono oggi comunemente chiamati Poliedri di Poinsot. Nel 1810 Cauchy, a partire dalla definizione di poliedro regolare data da Poinsot, dimostrò con un'argomentazione enumerativa che la classificazione dei poliedri regolari era così completa. Va ricordato che nel 1990 fu scoperto un errore nella definizione data da Poinsot e da Cauchy.

### Altri studi
Poinsot lavorò alla teoria dei numeri studiando le equazioni diofantee.
Tuttavia egli è maggiormente conosciuto per il suo lavoro in geometria e, insieme a Gaspard Monge, contribuì a farle assumere un ruolo primario nell'ambito della ricerca matematica della Francia del XIX secolo.

## Opere
Tra i suoi lavori troviamo:
- Éléments de statique (1803)
- Mémoire sur la composition des momens et des aires dans la Mécanique (1804)
- Mémoire sur la théorie générale de l'équilibre et du mouvement des systèmes (1806)
- Sur les polygones et les polyèdres (1809)
- Théorie et détermination de l'équateur du système solaire (1828)
- Théorie nouvelle de la rotation des corps (1834)
- Théorie des cônes circulaires roulants (1853)

## Onorificenze
- Cavaliere della Legion d’onore
- Il suo nome è presente tra quelli incisi sulla Tour Eiffel.
- A suo nome è intitolato uno dei crateri lunari